# Законодательное собрание провинции Квазулу-Натал
Законодательное собрание провинции Квазулу-Натал (зулу IsiShayamthetho saKwaZulu-Natali, англ. KwaZulu-Natal Legislature) — законодательный орган южноафриканской провинции Квазулу-Натал.

## Обязанности и полномочия
Законодательное собрание следит за работой правительства провинции и принимает законы в области образования (кроме высшего), здравоохранения, сельского хозяйства, защиты окружающей средыи жилищной политики в пределах провинции и полномочий, предусмотренных Конституцией ЮАР.
Депутаты Законодательного собрания избирают Премьер-министра провинции и в случае необходимости выносят ему вотум недоверия. Также Законодательное собрание хоть и не назначает правительство провинции, но может уволить любого из его членов. Также депутаты избирают членов Национального совета провинций от провинции Квазулу-Натал, распределяя их пропорционально количеству мест, которые каждая партия занимает в Собрании.

## Выборы
Законодательное собрание состоит из 80 членов, избираемых по пропорциональной системе на пятилетний срок, в случае если не будет распущен досрочно. Это происходит в случае если большинство депутатов проголосуют за самороспуск, а с момента выборов прошло не менее 3 лет, или же если пост Премьер-министра провинции становится вакантным, и депутаты не могут избрать нового в течение 90 дней.
| Партия | Партия                                         | Выборы 29 апреля 1994 | Выборы 2 июня 1999 | Выборы 14 апреля 2004 | Выборы 1-15 сентября 2005 | 1-15 сентября 2007 | Выборы 22 апреля 2009 | Выборы 7 мая 2014 | Выборы 8 мая 2019 |
| ------ | ---------------------------------------------- | --------------------- | ------------------ | --------------------- | ------------------------- | ------------------ | --------------------- | ----------------- | ----------------- |
|        | Африканский национальный конгресс              | 26                    | 32                 | 38                    | 40                        | 41                 | 51                    | 52                | 44                |
|        | Африканская христианско-демократическая партия | 1                     | 1                  | 2                     | 1                         | 1                  | 1                     | 0                 | 1                 |
|        | Африканское трансформационное движение         | —                     | —                  | —                     | —                         | —                  | —                     | —                 | 1                 |
|        | Демократическая партия                         | 2                     | 7                  | 7                     | 5                         | 5                  | 7                     | 10                | 11                |
|        | Борцы за экономическую свободу                 | —                     | —                  | —                     | —                         | —                  | —                     | 2                 | 8                 |
|        | Партия свободы Инката                          | 41                    | 34                 | 30                    | 27                        | 27                 | 18                    | 10                | 9                 |
|        | Фронт меньшинства                              | 1                     | 2                  | 2                     | 2                         | 2                  | 2                     | 1                 | 1                 |
|        | Партия национальной свободы                    | —                     | —                  | —                     | —                         | —                  | —                     | 6                 | 1                 |
|        | Новая национальная партия                      | 9                     | 3                  | 0                     | —                         | —                  | —                     | —                 | —                 |
|        | Панафриканский конгресс                        | 1                     | 0                  | 0                     | 0                         | 0                  | 0                     | 0                 | 0                 |
|        | Объединённое демократическое движение          | —                     | 1                  | 1                     | 1                         | 1                  | 0                     | 0                 | 0                 |
|        | Другие партии                                  | 0                     | 0                  | 0                     | 4                         | 3                  | 1                     | 0                 | 0                 |

## Спикеры
| Имя | Имя            | Начало полномочий | Окончание полномочий | Партия                            |
| --- | -------------- | ----------------- | -------------------- | --------------------------------- |
|     | Бонга Мдлетше  | 1994              | 2004                 | Партия свободы Инката             |
|     | Виллис Мчуну   | 2004              | 2009                 | Африканский национальный конгресс |
|     | Пегги Нконьени | 2009              | 2013                 | Африканский национальный конгресс |
|     | Лидия Джонсон  | 2013              | 22 мая 2019          | Африканский национальный конгресс |
|     | Нтобеко Бойс   | 22 мая 2019       |                      | Африканский национальный конгресс |